# Szabó Árpád Töhötöm
Szabó Árpád Töhötöm, Szabó Á. Töhötöm (Székelyudvarhely, 1975. október 28. –) erdélyi magyar néprajzkutató.

## Életútja
A székelyudvarhelyi Tanítóképzőben szerzett diplomát (1995), majd a BBTE-n magyar–néprajz szakból egyetemi oklevelet (1999). Tanulmányait (1997-ben, ill. 1999-ben) a debreceni, majd a budapesti egyetem néprajzi tanszékén egészítette ki; Cigányokról alkotott képek c. magiszteri dolgozatát a BBTE-n 2000-ben védte meg.
1999–2001 között a rugonfalvi Általános Iskola tanára volt, 2001-ben néhány hónapig a kolozsvári Tranzit Alapítvány munkatársa, 2001 októberétől kutató a Kriza János Néprajzi Társaság kolozsvári intézetében. 2002-től óraadó tanár a BBTE Magyar Néprajz és Antropológia Tanszékén, 2005 februárjától ugyanott tanársegéd, majd  2012-től adjunktus. 2016-tól docensként a tanszék vezetője.

## Szakírói munkássága
Néprajzi tárgyú írásai a Néprajzi Látóhatárban és a Magyar Kisebbségben jelentek meg; gyűjteményes kötetekben napvilágot látott fontosabb tanulmányai: „Közös asztalt nem ülünk”. Egy gazdatársaság közösség- és intézményvizsgálata (in: Változó társadalom. Kolozsvár, 1999); Az erővonalak eltolódása. Magyar–cigány gazdasági kapcsolatok egy székelyföldi faluban (in: Lenyomatok. Kolozsvár, 2002); Informális technikák a hagyományos gazdálkodásban (in: Lenyomatok. 2. Kolozsvár, 2003); Határképzés egy multietnikus falu térszerkezetében (in: Népi kultúra, társadalom Háromszéken. Kolozsvár, 2003); Kizárás vagy befogadás. Magyarok és cigányok az informális gazdaságban (in: Rodosz-tanulmányok. Társadalomtudományok. Kolozsvár, 2004); Bizalom és elfojtott bizalmatlanság. A társasmunka és a kölcsönösség néhány jellemzője (in: Rodosz-tanulmányok. Bölcsészettudomány. Kolozsvár, 2004); Látható és láthatatlan terek Kolozsváron (Néprajzi Látóhatár, 2004/3–4; ua. angolul in: Artes Populares. Annuaire du Departement de Folclore (Budapest, 2004); A magyar nyelvű néprajzi felsőoktatás, kutatás és muzeológia Romániában (Néprajzi Látóhatár, 2003/1–2); Új hangok az erdélyi magyar néprajztudományban, avagy fiatal kutatók könyvei a Kriza Könyvek sorozatában (Peti Lehellel, Erdélyi Múzeum, 2004/1–2).
Lenyomatok c. kiadványsorozatának hat kötete (Kolozsvár, 2002–2008), az Életutak és életmódok (Kolozsvár, 2002. Kriza Könyvek 15), a Népi kultúra, társadalom Háromszéken (Demény Attilával, Kolozsvár, 2003. Kriza Könyvek 17), az Agrárörökség és specializáció a Kis-Küküllő mentén (Peti Lehellel, Kolozsvár, 2006), a KJNT 12. és 17. Évkönyve (Pozsony Ferenccel, Kolozsvár, 2004; majd Ilyés Sándorral és Jakab Albert Zsolttal, Kolozsvár, 2009).

## Kötetei
- Életutak és életmódok; szerk. Szabó Á. Töhötöm; Kriza János Néprajzi Társaság, Kolozsvár, 2002 (Kriza könyvek)
- Közösség és intézmény. Stratégiák a lónai hagyományos gazdálkodásban (Kolozsvár, 2002. Kriza könyvek, 11.)
- Népi kultúra, társadalom Háromszéken; szerk. Dimény Attila, Szabó Á. Töhötöm; Kriza János Néprajzi Társaság, Kolozsvár, 2003 (Kriza könyvek)
- Agrárörökség és specializáció a Kis-Küküllő mentén; szerk. Peti Lehel, Szabó Á. Töhötöm; Nis, Kolozsvár, 2006 (Kriza munkák)
- Tradiţiile şi specializarea agriculturii de pe valea Târnavei Mici (társszerző Peti Lehel, Kolozsvár, 2006)
- Kultúrakutatások és értelmezések (szerk. Jakab Albert Zsolttal és Keszeg Vilmossal, Kolozsvár, 2008)
- Kooperáló közösségek. Munkavégzés és kapcsolatok a falusi gazdálkodásban; Mentor, Marosvásárhely, 2009 (A Kriza János Néprajzi Társaság könyvtára)
- Gazdasági adaptáció és etnicitás. Gazdaság, vidékiség és integráció egy erdélyi térségben; Nemzeti Kisebbségkutató Intézet–Kriza János Néprajzi Társaság, Kolozsvár, 2013 (Documenta et studia minoritatum)